# Anartia amathea
Anartia amathea (Engels: Brown Peacock) is een dagvlinder uit de familie Nymphalidae (vossen, parelmoervlinders en weerschijnvlinders).
De vlinder komt voor in Noord- en Midden-Amerika. De waardplanten van de rupsen komen uit de familie Acanthaceae.